# Echinopodium spinosus
Echinopodium spinosus är en tvåvingeart som beskrevs av Duret 1974. Echinopodium spinosus ingår i släktet Echinopodium och familjen svampmyggor. Inga underarter finns listade i Catalogue of Life.